# Kalanchoe robusta
Kalanchoe robusta ist eine Pflanzenart der Gattung Kalanchoe in der Familie der Dickblattgewächse (Crassulaceae).

## Beschreibung
Die ausdauernde, vollständig kahle Kalanchoe robusta erreicht Wuchshöhen von bis zu 50 Zentimeter.  Die grauen, robusten, nur spärlich verzweigten Triebe sind stielrund und haben an der Basis einen Durchmesser von 1 bis 3 Zentimeter. Die fleischigen Laubblätter sind zu den Triebspitzen hin gedrängt und sitzen an einem 5 bis 10 Millimeter langen Blattstiel. Ihre verkehrt eiförmige, länglich verkehrt lanzettliche bis spatelige Blattspreite ist 3,5 bis 9 Zentimeter lang und 2,5 bis 4 Zentimeter breit. Die Blattspreite ist an der Spitze zugespitzt und an der Basis verschmälert. Der rötliche Blattrand ist ganzrandig.
Der Blütenstand ist ein mehr oder weniger dichte Rispe. Die waagerecht gestellten Blüten sitzen an 6 bis 12 Millimeter langen Blütenstielen. Die glauk-grüne Kelchröhre ist 1,5 bis 1,7 Millimeter lang und endet in dreieckigen, zugespitzten, manchmal spärlich drüsigen Zipfeln, die 3 bis 5 Millimeter lang und 2 bis 3 Millimeter breit sind. Die Blütenkrone ist leuchtend orangerot. Die zylindrische, 12 bis 35 Millimeter lange Kronröhre ist an der Basis zusammengezogen, leicht gebogen und zygomorph. Sie hat eiförmig-längliche, gerundete Zipfel von 6 bis 10 Millimeter Länge und 3 bis 5 Millimeter Breite mit einem aufgesetzten Spitzchen. Die Staubblätter sind wenig unterhalb der Mitte der Kronröhre angeheftet und ragen alle aus der Kronröhre heraus. Die fast kreisrunden, stumpfen oder leicht ausgerandeten Nektarschüppchen sind 1 bis 3 Millimeter lang und 1,5 bis 1,8 Millimeter breit. Seitlich gesehen ist das 6 bis 20 Millimeter lange Fruchtblatt eiförmig-lanzettlich. Der Griffel ist zwischen 5 und 12 Millimeter lang.

## Systematik, Verbreitung und Gefährdung
Die Erstbeschreibung erfolgte 1882 durch Isaac Bayley Balfour. Kalanchoe robusta ist auf Sokotra endemisch verbreitet. Sie wächst auf felsigen Hängen zwischen Kalk- oder Granitblöcken. Die Art steht auf der Roten Liste der IUCN und gilt als gefährdet (Vulnerable).
Ein Synonym ist Kalanchoe abrupta.

## Nachweise